# Vada (gastronomia)
La vada è un tipo di frittella tradizionale indiana che, a seconda dei casi, può contenere legumi (caiani, ceci, mungo nero o mungo verde), sago, e/o patate. Per la preparazione delle vada possono essere usati altri ingredienti per migliorare il gusto e il valore nutrizionale fra cui verdure, erbe e aromi.

## Storia
Secondo lo storico e scienziato alimentare K. T. Achaya, le parole vadai e vada erano già utilizzate dai tamil fra il 100 a.C. e il 300 d.C. La ricetta delle vataka, con cui si fa riferimento alle vada, compare nel Manasollasa, un'enciclopedia sanscrita del XII secolo redatta da Someshvara III, che governò dall'attuale Karnataka. Per preparare le frittelle, i fagiolini vengono messi a bagno, privati della pelle, e macinati finemente. La pasta viene quindi modellata in palline e fritta. Alcuni tomi primevi del Bihar e dell'Uttar Pradesh riportano il nome dell'alimento con la differente grafia bara, e menzionano il mungaura, una vada fatta usando i fagioli mungo.
Fra la metà del diciannovesimo secolo e gli inizi del XX secolo, molti indiani dell'Uttar Pradesh e del Bihar emigrarono nel Trinidad e Tobago, nella Guyana, nel Suriname, nel Sudafrica, nelle Mauritius, e nelle Fiji per lavorare come servi a contratto, e diffusero l'alimento in questi Paesi.

## Varianti

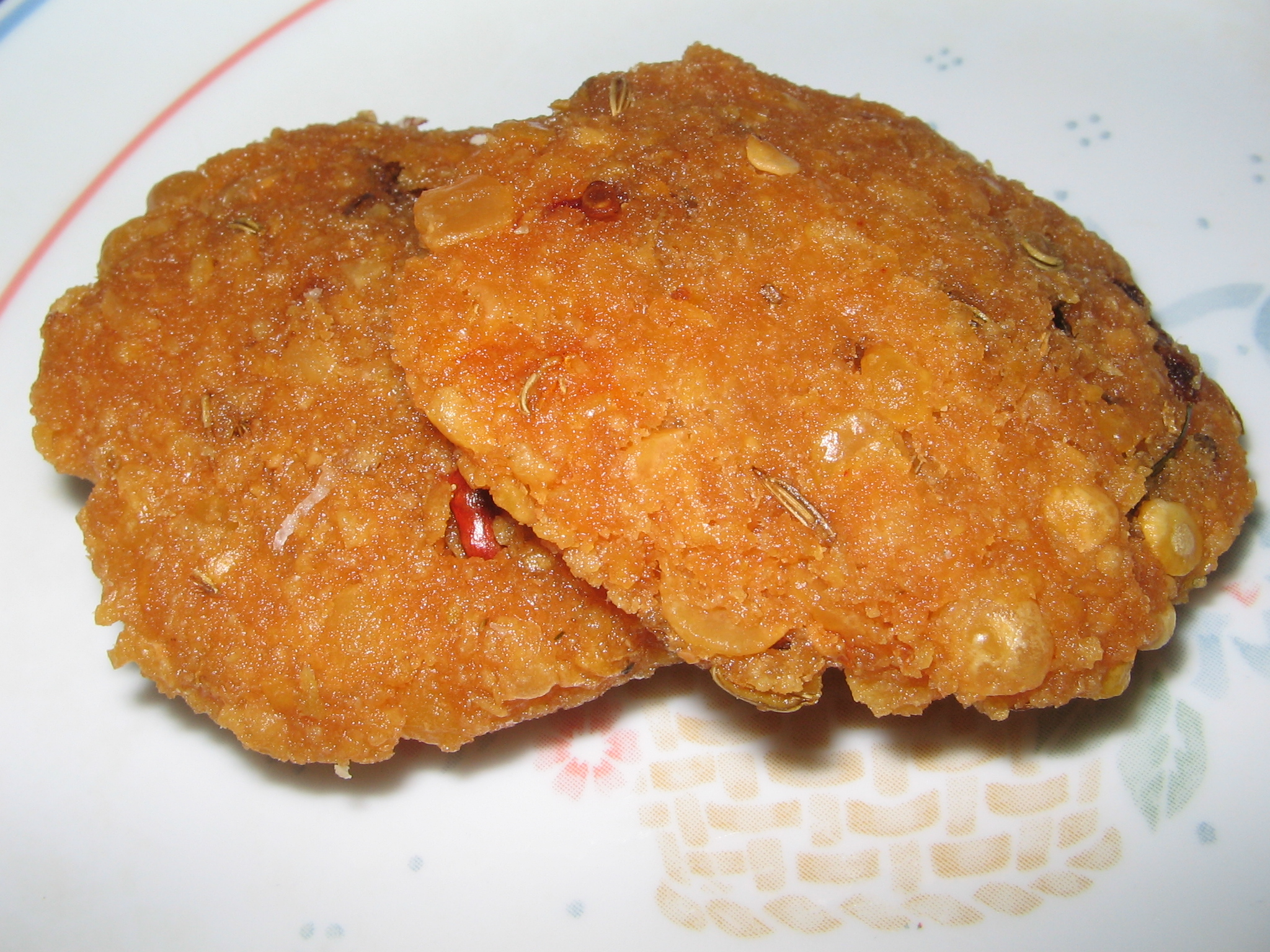
Due masala vada

Tra le vada più conosciute vi sono le batata vada, gnocchi di patate e ceci tipici del Gujarat che, dopo essere stati fritti nel grasso, vengono serviti con il chutney. Le batata vada vengono anche usate per preparare i vada pav, tipici hamburger vegetariani.
Quando le vada vengono consumati assieme al dahi, un tipico yogurt indiano, esse prendono il nome di dahi vada.
Le kalmi vada sono frittelle croccanti e piccanti contenenti chana dal (ceci sbriciolati), cipolle e altri ingredienti. Le kalmi vada vengono spesso servite durante l'inverno assieme al tè.
Le masala vada del Tamil Nadu contengono ceci, cipolle e spezie (semi di finocchio, zenzero, peperoncini verdi e foglie di curry). Vengono spesso accompagnate da tè con latte, caffè, o chutney.
Le medu vada sono frittelle di mungo fritte nel grasso e poi consumate come contorno di altri alimenti, come l'idli o il dosa.
Come dice il loro nome, le rasam vada del Tamil Nadu vengono immerse in una tipica zuppa piccante conosciuta come rasam.
Se sono fatte utilizzando sago, patate, arachidi macinate, peperoncini verdi e foglie di coriandolo, le vada prendono il nome di sabudana vada. La pietanza è tipica del Maharashtra.
I doubles sono un popolare cibo da strada trinidadiano composto da duevada ripiene di ceci speziati e condimenti (chutney o achaar).